# 滏东街道
滏东街道，是中华人民共和国河北省邯郸市邯山区下辖的一个乡镇级行政单位。

## 行政区划
滏东街道下辖以下地区：
和桥巷社区、柳林东社区、滏园一社区、滏园二社区、滏园三社区和滏园四社区。